# Resolució 1661 del Consell de Seguretat de les Nacions Unides
La Resolució 1661 del Consell de Seguretat de les Nacions Unides fou adoptada per unanimitat el 14 de març de 2006. Després de reafirmar totes les resolucions sobre la situació entre Eritrea i Etiòpia, en particular les resolucions 1622 (2005) i 1640 (2005), el Consell va prorrogar el mandat de la Missió de les Nacions Unides a Etiòpia i a Eritrea (UNMEE) durant un període d'un mes fins al 15 d'abril de 2006.

## Detalls
El Consell de Seguretat va reafirmar el seu suport al procés de pau entre els dos països i la plena aplicació de l'acord d'Alger. Va subratllar que la pau a la regió no es podia assolir sense la plena demarcació de la frontera entre Eritrea i Etiòpia.
Els membres del Consell també van reafirmar el seu compromís de vetllar perquè ambdues parts permetessin a la UNMEE treballar lliurement i proporcionar l'accés, l'assistència, el suport i la protecció necessaris durant el seu mandat; la demarcació de la frontera no podria tenir lloc sense la llibertat de moviment de la MINUEE.
Ampliant el mandat de la MINUEE per un període d'un mes com una qüestió de tecnicisme pendent de discussions posteriors sobre el seu futur, el Consell va exigir que Etiòpia i Eritrea complissin plenament la resolució 1640.